# Saeed Al-Owairan
Saeed Al-Owairan (ook wel gespeld als Uwairan; Arabisch: سعيد العويرا; Riyad, 19 augustus 1967) is een Saoedi-Arabisch voormalig voetballer die speelde als middenvelder of aanvaller. Hij scoorde een doelpunt tegen België op het WK 1994, welke wordt beschouwd als een van de beste WK-doelpunten aller tijden.

## Loopbaan
Owairan speelde zijn hele clubcarrière bij Al-Shabab, een Saoedische club gevestigd in Riyad. Met zijn club werd hij driemaal landskampioen (1991, 1992, 1993) en won hij meerdere bekers. Ook won hij met zijn club de Arabische Champions League (1992, 1999), de Gulf Club Champions Cup (1993, 1994) en de Aziatische beker voor bekerwinnaars (2001).
Hij speelde 75 wedstrijden voor het Saoedi-Arabisch voetbalelftal, waarin hij 24 doelpunten maakte. Met het team verloor hij de finale van de FIFA Confederations Cup 1992 en nam hij deel aan het Aziatisch kampioenschap voetbal 1992. Hij behaalde internationale faam op het WK 1994 in de Verenigde Staten, met zijn doelpunt tegen België in de groepsfase. Vanaf eigen helft passeerde Owairan meerdere tegenstanders alvorens hij de bal achter de Belgische doelman schoot. Het doelpunt werd later door de FIFA uitgeroepen tot een van de beste WK-doelpunten van de eeuw. Het doelpunt zorgde ervoor dat Saoedi-Arabië doorging naar de achtste finale van het WK, een prestatie die ze tot op heden niet herhaald hebben. In de achtste finale werden Owairan en zijn landgenoten uitgeschakeld door Zweden, dat met 3-1 te sterk bleek.
Na het WK keerde Owairan terug naar Saoedi-Arabië. In hetzelfde jaar werd hij benoemd tot Aziatisch voetballer van het jaar. Ondanks belangstelling van Europese clubs was hij niet in staat om zijn land te verlaten vanwege een nationale wet die het Saoedische voetballers verbood buiten hun land te spelen.
In 1996 werd hij tijdens Ramadan door de Saoedische politie betrapt op het drinken van alcohol en socializen met vrouwen. Hij kreeg een gevangenisstraf (vermoedelijk rond de zes maanden) en werd één jaar geschorst van het voetbal. Hierna vervolgde hij zijn loopbaan bij zowel zijn club als het nationale team.
Hij nam deel aan de FIFA Confederations Cup 1997. In 1998 nam hij met Saoedi-Arabië deel aan het WK 1998 in Frankrijk. Hierin werden de Groene Valken uitgeschakeld in de groepsfase.

## Erelijst

### Individueel
- IFFHS Wereld Topscorer van het Jaar (1): 1993
- Aziatisch voetballer van het jaar: 1994